# Lipí (Náchod)
Lipí (německy  Lip) je vesnice, část okresního města Náchod. Nachází se asi tři kilometry jižně od Náchoda. Lipí leží v katastrálním území Lipí u Náchoda o rozloze 3,72 km².

## Přírodní poměry
Podél jihovýchodní hranice katastrálního území protéká řeka Metuje. Mezi řekou, vesnicí a sousední Jizbicí leží část přírodní rezervace Peklo u Nového Města nad Metují.

## Pamětihodnosti
- Kaple Navštívení Panny Marie

## Galerie

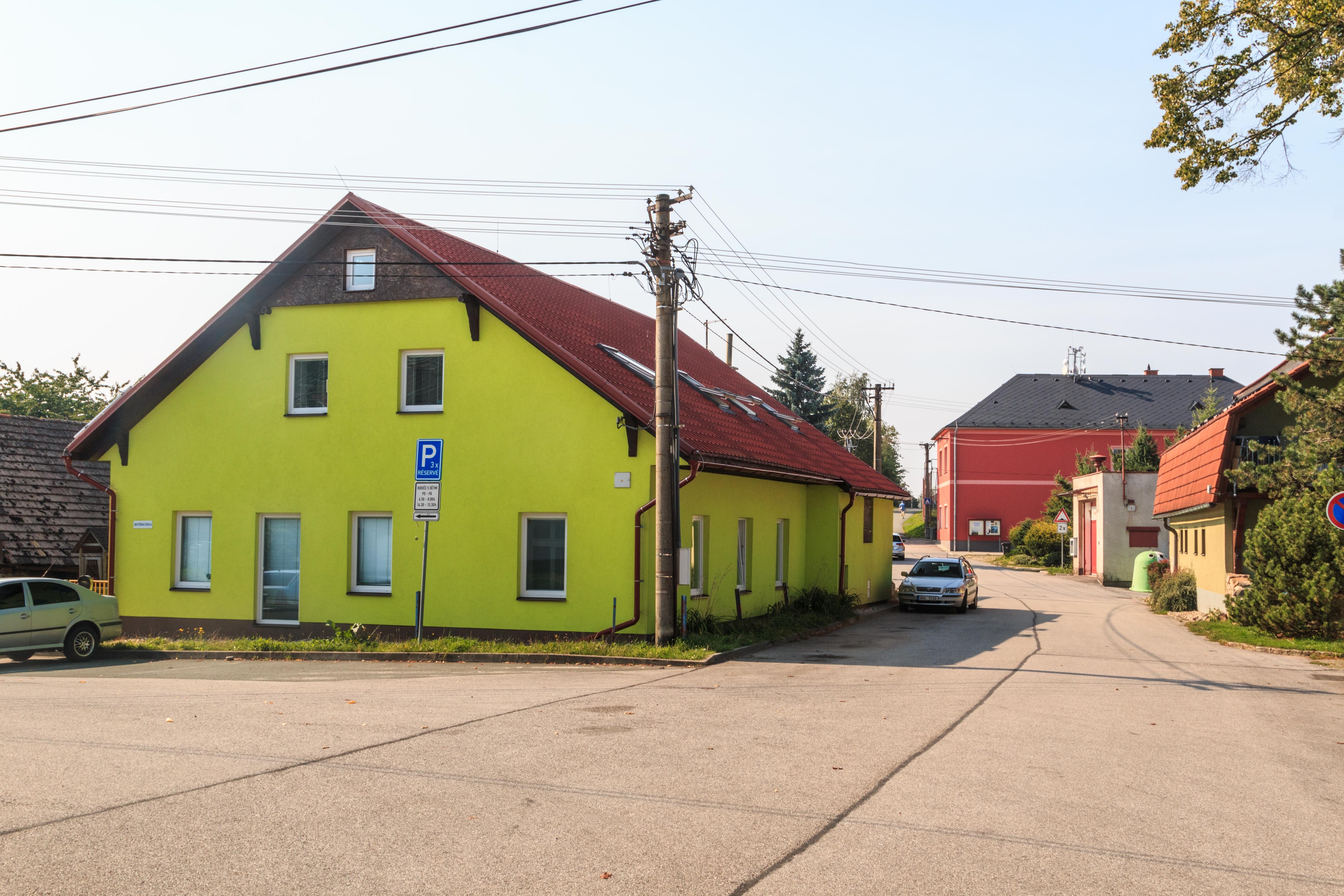
Dům čp. 1
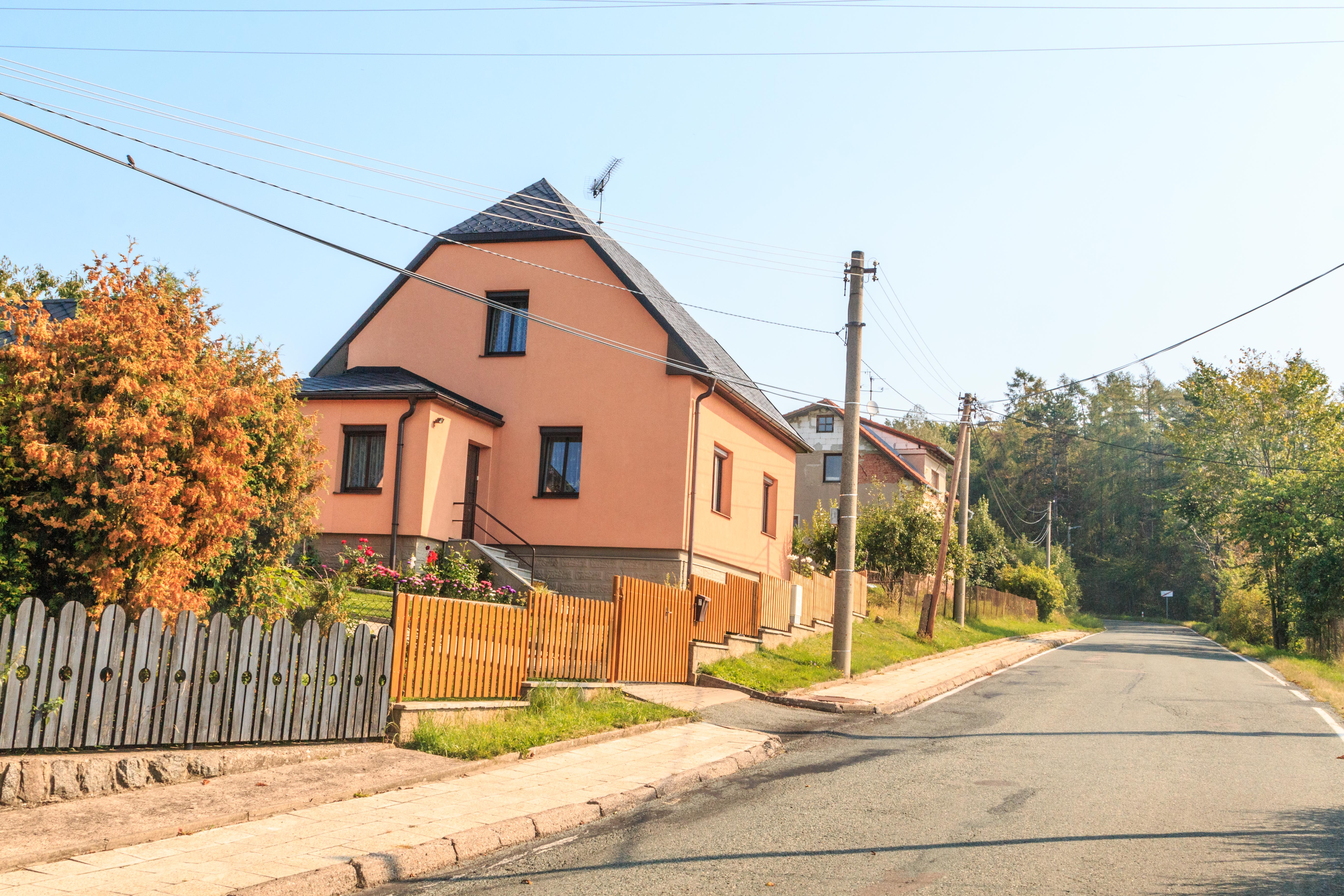
Dům čp. 120
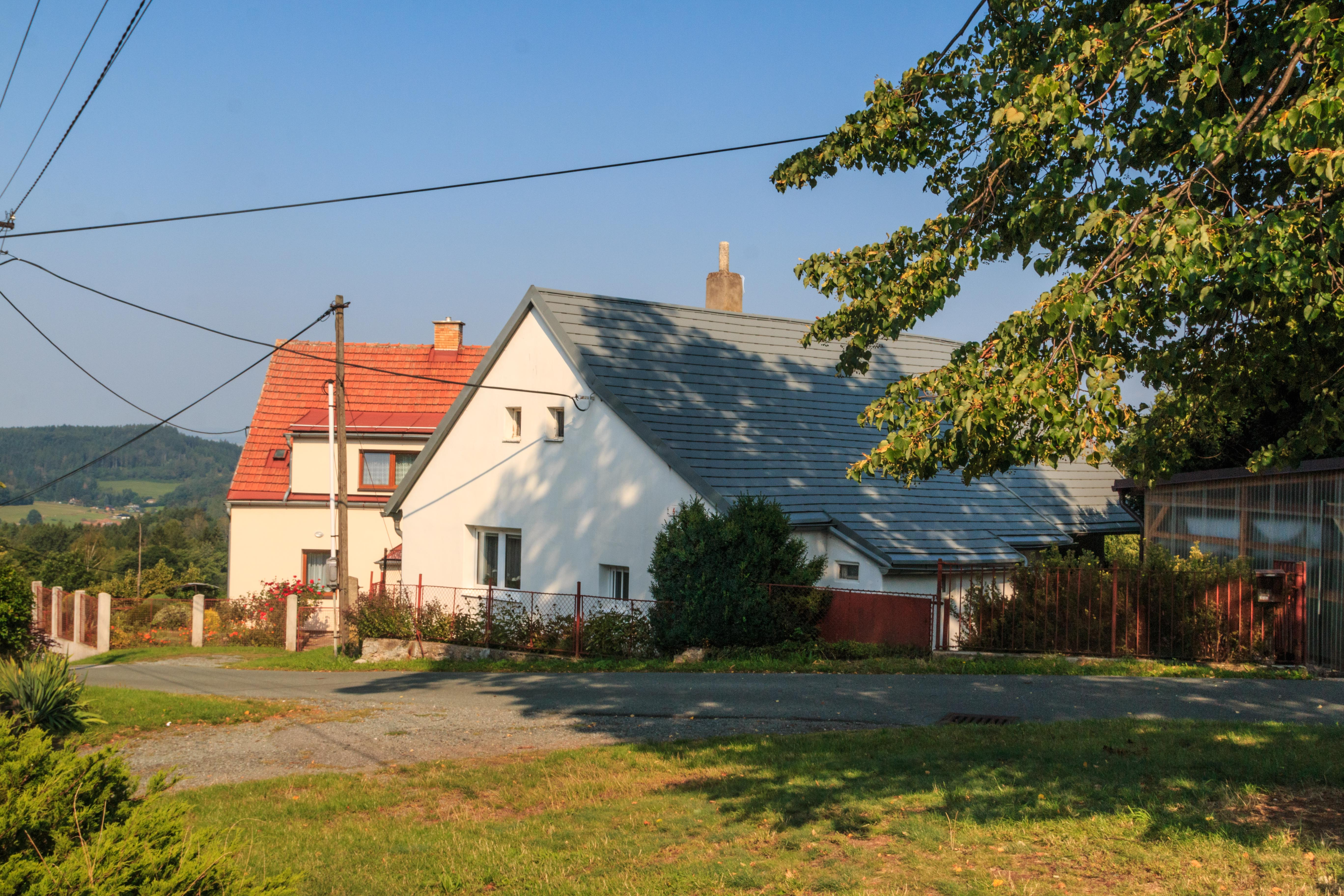
Dům čp. 44
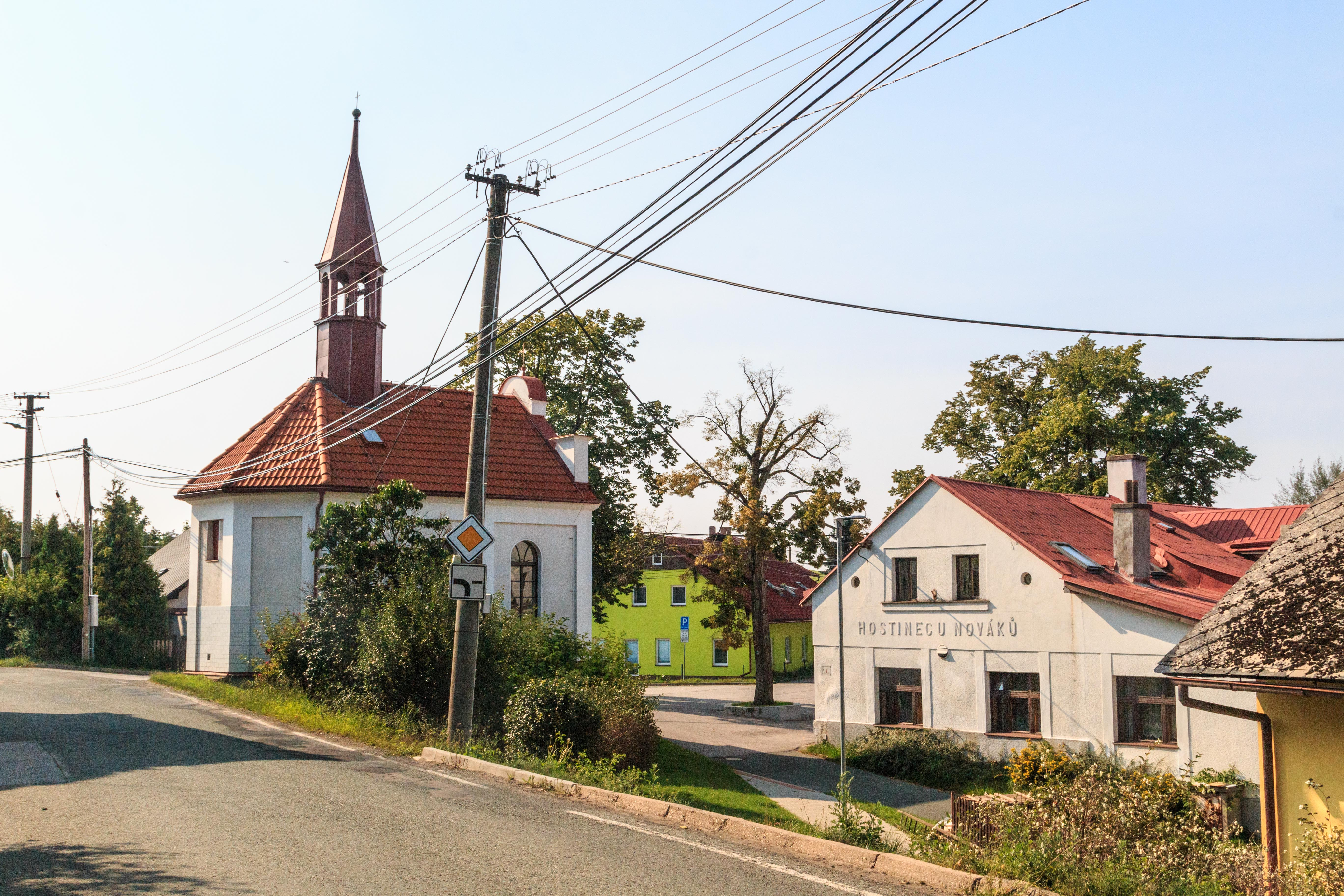
Kaple
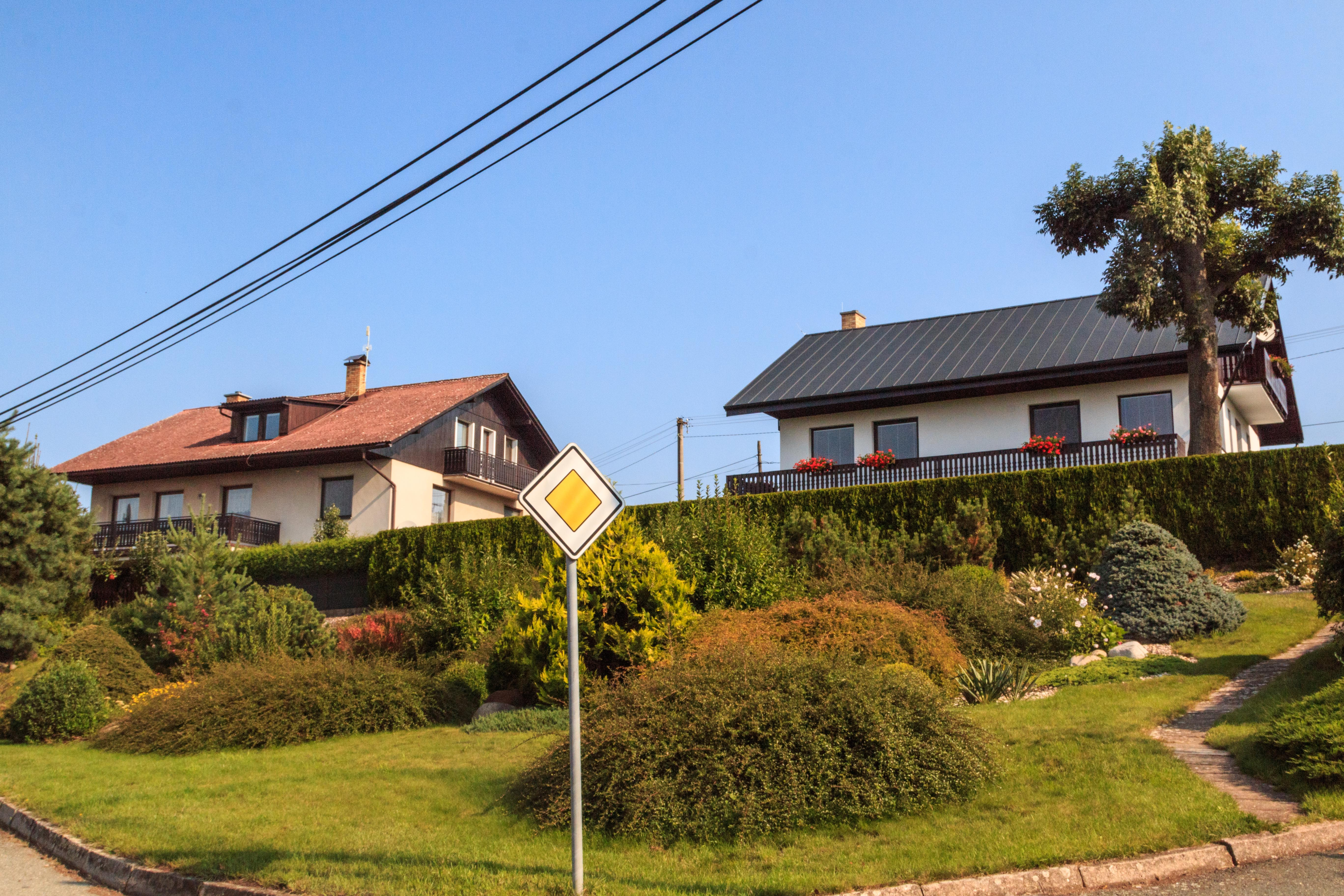
Dům čp. 94
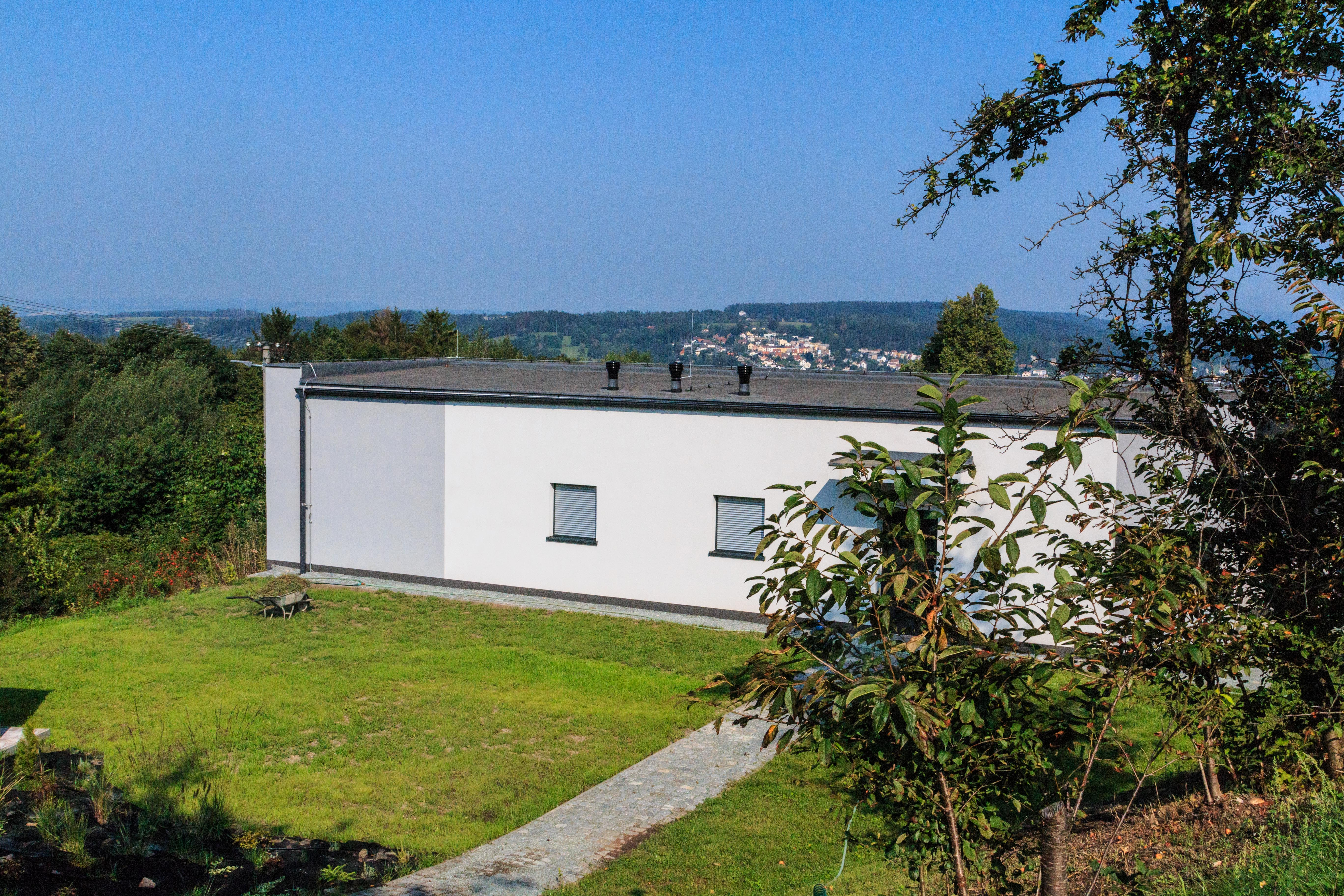
Dům čp. 152